# Istraživačka knjižnica
Istraživačka knjižnica je knjižnica koja sadrži podbornu zbirku građe o jednoj ili više tema (Young, 1983.; str.188.). Istraživačka će knjižnica općenito sadržavati primarnu kao i sekundarnu literaturu. Velike sveučilišne knjižnice smatra se istraživačkim knjižnicama i često sadrže brojne specijalizirane ogranke istraživačkih knjižnica.
Istraživačka knjižnica može biti i referentna knjižnica, koja ne posuđuje svoju građu, ili posudbena koja posuđuje cijelu ili dio svoje građe. Neke krajnje velike ili tradicionalne istraživačke knjižnice su u sasvim referencijske u ovom smislu, ne posuđujući ništa od svoje građe; većina akademskih istraživačkih knjižnica, barem u SAD, danas posuđuje knjige, ali ne periodiku ili inu građu.
Nacionalna i sveučilišna knjižnica u Zagrebu glavna je istraživačka knjižnica Sveučilišta u Zagrebu.

## Daljnja literatura
- Saunders, Wilfred Leonard. 1968. University and Research Library Studies: Some Contributions from the University of Sheffield Postgraduate School of Librarianship and Information Science. Pergamon Press. Oxford, UK. ISBN 9780080127262. OCLC 441960
- Young, Heartsill. 1983. ALA Glossary of Library and Information Science. American Library Association. Chicago, IL. ISBN 978-0838903711. OCLC 8907224
- Michael Knoche: Die Forschungsbibliothek: Umrisse eines in Deutschland neuen Bibliothekstyps. In: Bibliothek: Forschung und Praxis 17, 1993, 291–300. ISSN 0341-4183
- Haike Meinhardt: Brauchen wir die Renaissance der Forschungsbibliothek? Ein Beitrag zu einer bibliothekstypologischen Diskussion. In: BuB Forum Bibliothek und Information 61, 2009, 816–820.
- Georg Ruppelt: Von der geschlossenen Anstalt zur Forschungsbibliothek. Die Metamorphose der Herzog August Bibliothek im 20. Jahrhundert. Paul Raabe zum 85. Geburtstag am 21. Februar 2012. In: Bibliotheksdienst 46, 2012, S. 192.
- Jürgen Weber: Forschungsbibliotheken im Kontext. In: Zeitschrift für Bibliothekswesen und Bibliographie 44, 1997, 127–146.
- Matthias Wehry: Die zwei Körper der Forschungsbibliothek. In: Zeitschrift für Bibliothekswesen und Bibliographie 60, 2013, 70–77.

## Vanjske poveznice
- Hrvatska mreža školskih knjižničara Dejana Kurtović: Knjižnica i knjižnična građa
- Association of Research Libraries